# A2-es autópálya (Lengyelország)
Az A2-es autópálya Lengyelország nyugati kiterjedésű autópályája Németországtól kezdődik, keleti irányban halad amíg el nem éri Poznańt. A Poznań után a Nagy-lengyelországi vajdaság harmadik legnagyobb városát Konint érinti. Az A2-es autópálya legnagyobb kereszteződése jön ezután, amely az A1-es autópályával való keresztezést jelenti. Az A1-es autópálya Lengyelország észak-dél irányú autópályája. Az autópálya ezután a fővárost Varsót érinti, majd Fehéroroszországban folytatja útját. A határátkelő a belarusz oldalon Breszt, Fehéroroszország hatodik legnagyobb városa.
A 149,2 kilométer hosszú Nowy Tomyśl – Konin Zachód szakaszt az Olimpijka részeként tervezték a Lengyel Népköztársaság idején, az 1970-es években.

## Iránya
Németország – Rzepin – Poznań – Konin – Łódź – Varsó – Siedlce –  Fehéroroszország